# Blåsvärting
Blåsvärting (Lyophyllum eustygium) är en svampart som först beskrevs av Mordecai Cubitt Cooke, och fick sitt nu gällande namn av Heinz Clémençon 1982. Blåsvärting ingår i släktet Lyophyllum och familjen Lyophyllaceae.  Arten är reproducerande i Sverige. Inga underarter finns listade i Catalogue of Life.